# Фајсал Фаџр
Фајсал Фаџр (арап. ‎‎فيصل فجر; фр. Fayçal Fajr); Руан, 1. август 1988) професионални је марокански фудбалер који примарно игра у средини терена на позицији офанзивног везног играча.

## Клупска каријера
Након шест сезона играња у аматерским лигама, Фаџр дебитује као професионалац играјући за екипу Кана у чијем дресу дебитује 28. августа 2011. у утакмици Лиге 1 против Рена. Три дана касније постиже и свој први погодак у победи од 3:2 у Лига купу над екипом Бреста. Иако је екипа Кана те сезоне испала у другу лигу, Фарџ и наредне две сезоне проводи у дресу тима са Азурне обале. 
У јуну 2014. као слободан играч потписује уговор са шпанским Елчеом, а прву утакмицу у Примери одиграо је на Камп Ноу 24. августа. Следеће сезоне као позајмљен играч наступа за екипу Депортива, а у јулу 2017. потписује двогодишњи уговор са још једним шпанским прволигашем, Хетафеом.    

## Репрезентативна каријера
За сениорску репрезентацију Марока дебитовао је 15. новембра 2015. у предквалификацијама за СП 2018. против селекције Екваторијалне Гвинеје.
Селектор Ерве Ренар уврстио га је на списак играча за Светско првенство 2018. у Русији, где је играо на две утакмице групе Б.

### Голови за репрезентацију
| №  | Датум              | Место   | Ривал        | Голови | Резултат | Такмичење                |
| -- | ------------------ | ------- | ------------ | ------ | -------- | ------------------------ |
| 1. | 24. март 2017.     | Маракеш | Буркина Фасо | 1:0    | 2:0      | Пријатељска утакмица     |
| 2. | 1. септембар 2017. | Рабат   | Мали         | 5:0    | 6:0      | Квалификације за СП 218. |